# Флора Србије
Флора Србије обухвата све биљне врсте на територији Републике Србије. Флора Србије је веома богата а само Балканско полустрво спада у флорно најбогатије регионе Европе и света.
Земља је 2001. потписала Конвенцију о међународном промету угрожених врста дивље фауне и флоре (ЦИТЕС Конвенција), чиме се обавезала на активно чување своје дивље флоре и фауне.
Први појединац који се систематски научно бавио флором Србије био је академик Јосиф Панчић.
Списак флоре Србије је систематски обрађен у неколико томова књига Флора Србије у издању САНУ.
Листа биљних врста забрањених за брање укљулује: барску перунику, трепљасти, планински и румелијски кантарион, црну чемерик и друге врсте.
Према подацима из 1995. године у Србији има барем 3662 биљне врсте и подврсте, од чега барем 197 ендемичних врста и подврста.
По Србији су именоване врсте Tulipa serbica, као и национални цвет Ramonda serbica.

## Заштићене биљне врсте
У заштићене врсте флоре Србије, чије је сакупљање регулисано посебним прописима, а у зависности од тога који се делови односно развојни облици користе, врши се под условом да се врсте сакупљају у оптималној фази вегетативног развоја за коришћење, а код врста од којих се користе подземни органи, да се остави део подземног органа у земљи са вегетативним пупољком.
У ову врсту флоре спадају:
1) дивље врсте које припадају осетљивим или ретким врстама којима не прети опасност од изумирања.
2) дивље врсте које нису угрожене, али се лако могу заменити са угроженим дивљим врстама услед сличног изгледа.
3) врсте чији је одговарајући начин заштите прописан потврђеним међународним уговором.
Сакупљање, коришћење и промет заштићених врста на простору Србије стављено ј под контролу  ради обезбеђивања њиховог одрживог коришћења спречавањем сакупљања тих врста из природних станишта у количинама и на начин којим би се угрозио њихов опстанак у будућности, структура и стабилност животних заједница на простору Републике Србије.